# Quenezeos
Quenezeos (en hebreo: קנזי‎) o Cenezeos son los integrantes de una tribu o etnia, mencionada por Dios al hacer el pacto con Abraham (Génesis 15:19), pero que no es mencionada ni en Éxodo 3:8 ni en Josué 3:10. Probablemente habitaban en Madián o en alguna parte del noroeste de Arabia o del sureste de Siria.
En Números 32:12, Caleb, líder del pueblo israelita, es identificado como quenezeo, así como Josué 14:6, que se refiere a su padre Jefone como quenezeo.